# NGC 99
NGC 99 es una galaxia espiral de magnitud aparente 13.7 localizada en la constelación de Piscis. Fue descubierta el 8 de octubre de 1883 por el astrónomo francés Édouard Stephan. Se encuentra a unos 250 millones de años luz de distancia y tiene un diámetro de 70 mil años luz. Fue descrita por Stephan como "muy débil, bastante grande, redonda, gradualmente más brillante".